# Pil sv. Benedikta
Pil sv. Benedikta nalazi se na obronku ispod Slatnjaka u blizini Vinice. Ima četverokutno podnožje od kamena, iz kojeg se izdiže četverokutni stup na kojem se nalazi ploča s natpisom “Čovječe kud god ideš-daleki je tvoj put-ogledaj se ti na mene-ja te pratim sve posvud”. Kip sv. Benedikta stoji u dugoj haljini vertikalnih nabora. Kip je u tipično baroknoj pozi, oslonjen na lijevu nogu, dok mu je desna lagano savijena. Desnom stranom tijela oslonjen je na štap, u lijevoj drži kalež, a oko vrata ima lančić s križem (krunicom). Kip predstavlja vrijedan primjer barokne kamene plastike ovog kraja.

## Zaštita
Pod oznakom Z-1936 zavedeno je kao nepokretno kulturno dobro - pojedinačno, pravna statusa zaštićena kulturnog dobra, klasificirano kao "sakralno obilježje u prostoru".